# Хамадзаки, Масахиро
Масахиро Хамадзаки (яп. 浜崎 昌弘 Хамадзаки Масахиро, 14 марта 1940, Осака — 10 октября 2011, Китакюсю, Фукуока) — японский [футбол]ист.

## Карьера
На протяжении своей футбольной карьеры выступал за клуб «Ниппон Стил». В составе национальной сборной Японии завоевал бронзовые медали летних Олимпийских игр в Мехико (1968).

## Статистика за сборную
| Сборная Японии | Сборная Японии | Сборная Японии |
| Год            | Матчи          | Голы           |
| -------------- | -------------- | -------------- |
| 1966           | 2              | 0              |
| Итого          | 2              | 0              |